# 114 км
114 км — упразднённый в 2011 году населённый пункт (железнодорожный разъезд) в Купинском районе Новосибирской области России. Входил в состав Стеклянского сельсовета.

## География
Площадь населённого пункта составляла 4 гектара.

## Население
В 2002, 2007 и 2010 годах население составляло 0 человек.

## История
Упразднён законом от 5 мая 2011 года.